# Вместе (партия, Венгрия)
«Вместе» (венг. Együtt), официально «Вместе — Партия за новую эру» (венг. Együtt – A Korszakváltók Pártja), ранее «Вместе 2014» (венг. Együtt 2014) — венгерская социал-либеральная политическая партия, образованная Гордоном Байнаи, бывшим премьер-министром Венгрии, 26 октября 2012. Ранее «Вместе» была коалицией левых и либеральных движений, став партией де-юре 8 марта 2013. Председателем партии является Виктор Сигетвари. На парламентских выборах в 2014 году партия заняла 3 места (сейчас — 2) в Национальном Собрании в коалиции с партией «Диалог за Венгрию» (отколом от партии «Политика может быть другой»), но не прошла в Европейский парламент.

## Члены
Изначально коалиция номинально состояла из трёх общественных организаций:
- Ассоциация за патриотизм и прогресс (лидер — Гордон Байнаи). Основана после выборов 2010 года как Фонд патриотизма, прогресса и публичной политики. Готовила несколько профессиональных программ и предложений для правительства[2]. Преобразована в ассоциацию в октябре 2012 года[3].
- Миллион за свободу прессы или Милла (лидер — Петер Юхас[англ.]). Движение основано как группа в социальной сети Facebook в знак протеста против принятого кабинетом Виктора Орбана закона о СМИ 21 декабря 2010. Расформировано в апреле 2014 года после года бездействия[4].
- Венгерское движение солидарности[англ.] (лидер — Петер Конья[англ.]). Социальное и профсоюзное движение левого толка, созданное 4 октября 2011 по образцу польского профсоюза «Солидарность». Покинуло партию в феврале 2015 года в знак протеста против внутренней политики руководства[5].

## История
23 октября 2012 года Гордон Байнаи объявил о своём возвращении в политику после акции протеста движения «Миллион за свободу прессы» («Милла»), призвав на акции собрать коалицию против Виктора Орбана, собрать большинство в Парламенте и победить на выборах партию «Фидес». Байнай выкрикивал неоднократно на митинге: «Поодиночке мы проиграем, но вместе мы победим!», выступив за «объединение полных надежд левых, разочаровавшихся правых, не участвующих в политике свободомыслящих и верных "зелёных"» в новое движение «Вместе 2014», названное так в преддверии будущих выборов. В декабре он заявил, что будет участвовать в выборах депутатов как кандидат.
Первоначально «Вместе 2014» планировалось сделать коалицией левоцентристских партий наподобие коалиции «Оливковое дерево» в Италии, собравшейся против правой коалиции Сильвио Берлускони в 1995 году. Но в ноябре 2012 и январе 2013 года от вступления отказалась партия «Политика может быть другой», и коалицию возглавила Венгерская социалистическая партия с Аттилой Мештерхази. 8 марта 2013 движение стало партией, поскольку только партии могли участвовать в выборах. Были избраны три главы от каждого малого движения: Виктор Сигетвари, Петер Конья и Петер Юхас, а партия была зарегистрирована под именем «Вместе — Партия за новую эру», поскольку несколько других организаций взяли имя «Вместе 2014».
14 января 2014 пять оппозиционных партий создали коалицию под названием «Единство». Вопреки своим ранним планам, Байнаи не собирался баллотироваться в премьер-министры, поскольку на эту должность уже кандидатом стал Мештерхази. «Единство» потерпело крупное поражение на выборах: всего три места для «Вместе» оказалось крайне недостаточно, чтобы образовать парламентскую фракцию. Вместе коалиция набрала всего 7,25% на выборах в Европарламент, и от партии «Диалог за Венгрию» депутатом Европарламента стал Бенедек Явор. После ухода Байнаи в сентябре 2014 года единственным лидером партии стал Виктор Сигетвари, занявший окончательно эту должность в феврале 2015 года, обойдя своего конкурента Левенте Папа.

## Альянс
8 марта 2013 «Диалог за Венгрию» создал выборную коалицию с партией «Вместе». Сопредседатели этой зелёной партии Бенедек Явор и Тимеа Сабо, вошли в совет партии «Вместе». Совместный список кандидатов был зарегистрирован перед выборами как в Национальное Собрание, так и в Европарламент. Альянс распался 9 ноября 2014.

## Результаты выборов

### В парламент Венгрии
| Год  | Национальное Собрание | Национальное Собрание | Национальное Собрание | Национальное Собрание | Правительство |
| Год  | Итого голосов         | Итого в процентах     | Мест в парламенте     | +/–                   | Правительство |
| ---- | --------------------- | --------------------- | --------------------- | --------------------- | ------------- |
| 2014 | 1246465               | 25,99 %               | 3 из 199              |                       | В оппозиции   |

### В Европарламент
| Год  | Итого голосов | Итого в процентах | Мест в парламенте | +/- |
| ---- | ------------- | ----------------- | ----------------- | --- |
| 2014 | 168076        | 7,25 (#5)         | 0 из 21           |     |